# Kamomillkapuschongfly
Kamomillkapuschongfly, Cucullia chamomillae är en fjärilsart som beskrevs av Michael Denis och Ignaz Schiffermüller 1775. Kamomillkapuschongfly ingår i släktet Cucullia och familjen nattflyn, Noctuidae. Arten är reproducerande i Sverige. Inga underarter finns listade i Catalogue of Life.

## Bildgalleri

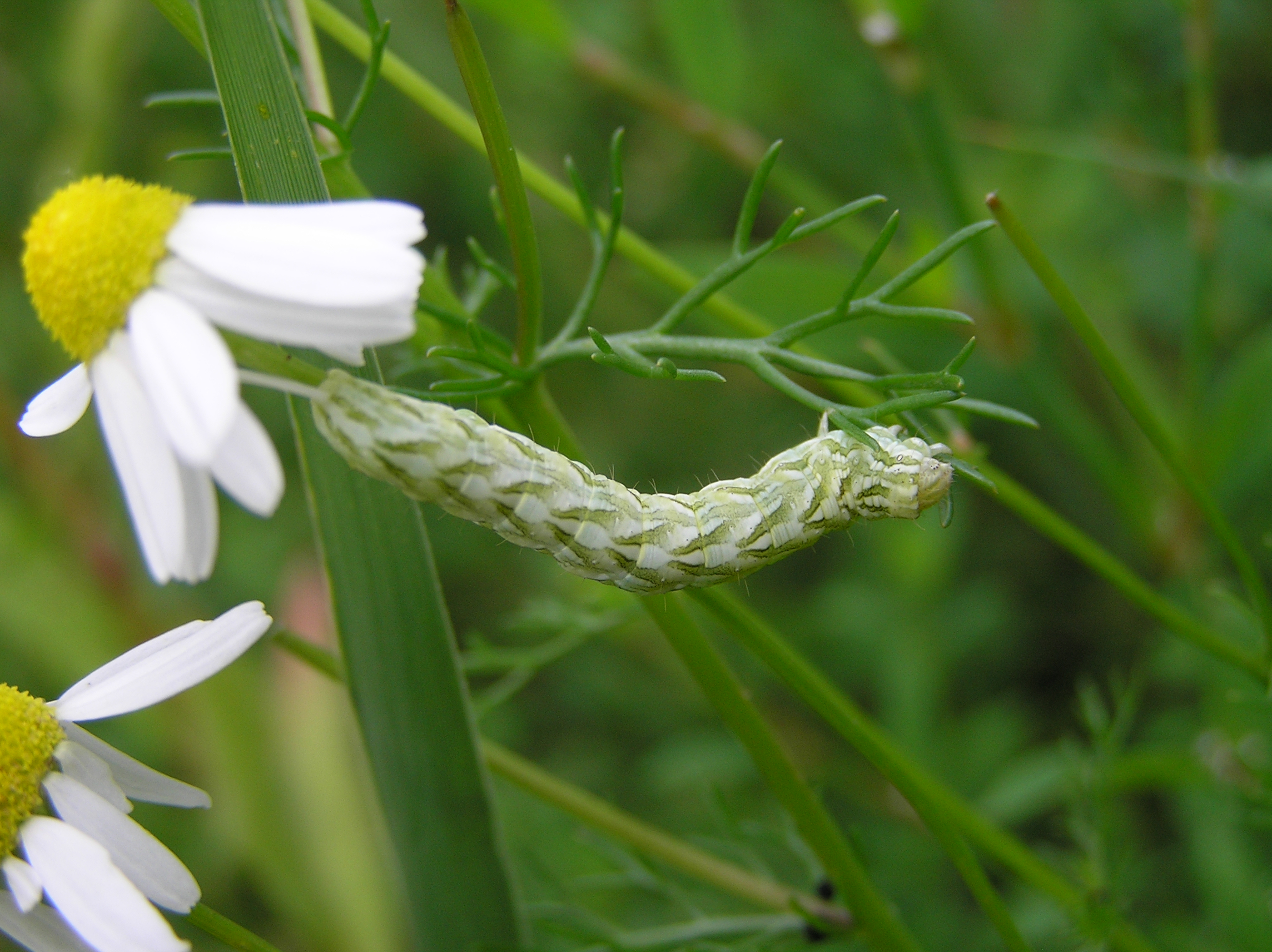
Fjärilens larv
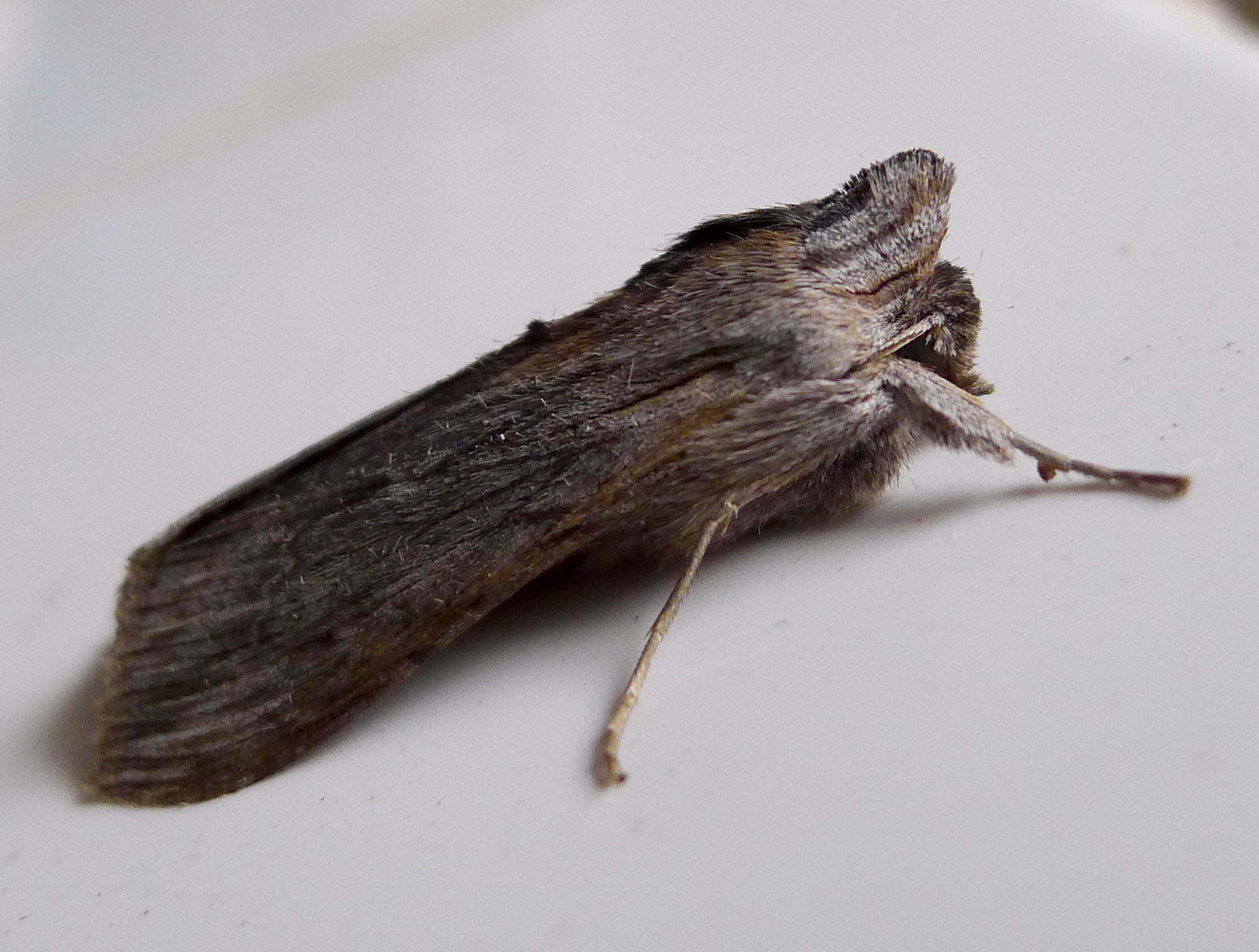
Imago fjäril
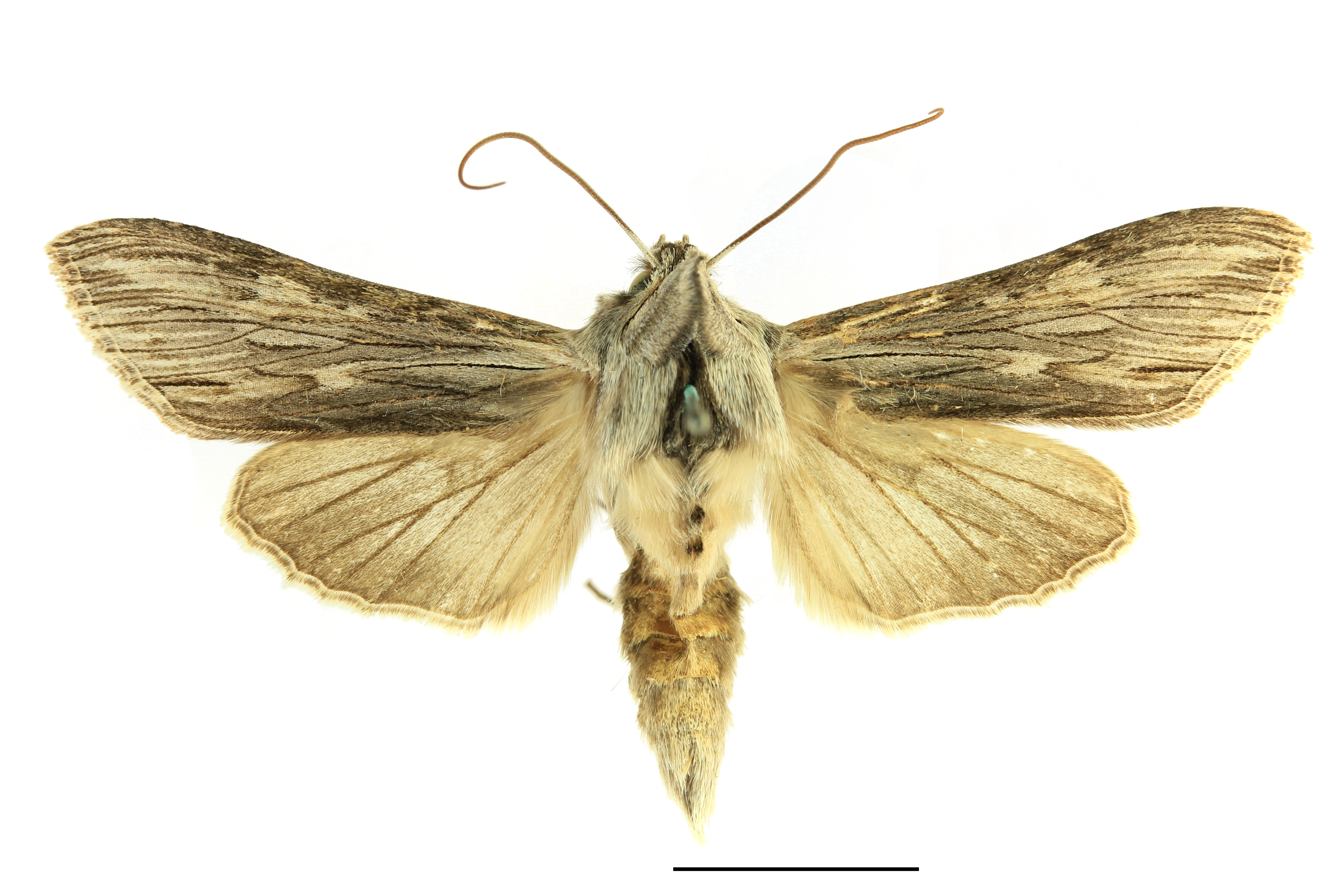
Preparerad (uppnålad) imago fjäril